# Mattias Johansson
Mattias Johansson (Jönköping, 16 de febrero de 1992) es un futbolista sueco que juega en la posición de defensa para el Niki Volos F. C. de la Segunda Superliga de Grecia.

## Carrera
Canterano del Kalmar FF, fichó por el AZ Alkmaar de la Eredivisie neerlandesa el 27 de enero de 2012, un traspaso que rondó 1.5 millones de euros. El defensor sueco acumuló más de cien apariciones en la máxima categoría de los Países Bajos y se proclamó campeón de la KNVB Beker en la temporada 2012/13. Johansson finalizó su contrato con el club holandés el 1 de agosto de 2017, firmando con el Panathinaikos FC de la Superliga de Grecia como agente libre.
El 16 de septiembre de 2018 marcó un doblete cuando el centrocampista griego Giannis Bouzoukis interceptó el balón y envió un centro para el internacional sueco, cuyo remate sirvió para poner al Panathinaikos por delante en el minuto 28, contribuyendo además con un segundo gol en la segunda parte. También anotó en la victoria a domicilio por 3-1 frente al Athlitiki Enosi Larissas. El 23 de septiembre de 2018, el defensa volvió a marcar por segundo partido consecutivo, sellando la victoria por 3-0 ante el Levadiakos FC, convirtiéndose en el máximo goleador del equipo después de cuatro partidos. El 24 de noviembre de 2018, Johansson anotó un gol después del gran trabajo de Christos Donis y Dimitris Emmanouilidis, encuentro que culminó con un contundente 5-1 sobre el Apollon Smyrnis.
El 21 de agosto de 2020 abandona Grecia para fichar por el Gençlerbirliği de la Superliga de Turquía. El Gençlerbirliği fue uno de los cuatro descendidos al término de la temporada 2020/21, motivando su salida del club turco para fichar por el Legia de Varsovia de la Ekstraklasa, máxima categoría del fútbol polaco, el 21 de junio de 2021. Su vinculación con el club polaco finalizó el 30 de junio de 2023, después de proclamarse con el Legia campeón de la Copa de Polonia.
El 27 de marzo de 2024, tras nueve meses sin equipo, fichó por el IFK Göteborg con un contrato hasta el 31 de julio. Una vez liberado, en agosto, regresó a Grecia para jugar en el A. E. Larissa y el Niki Volos F. C.

## Selección nacional
En 2014 fue convocado por primera vez para la selección nacional, disputando dos encuentros contra Dinamarca y Bélgica el 28 de mayo y el 1 de junio de 2014, respectivamente. Marcó su primer gol internacional el 8 de octubre de 2020 durante un partido amistoso frente a Rusia celebrado en el Arena CSKA de Moscú. Johansson fue seleccionado como reserva para la Eurocopa 2020 debido al brote de positivos por COVID-19 en el combinado sueco.

### Goles internacionales
| # | Fecha                | Estadio                  | Oponente | Gol | Resultado | Competición      |
| - | -------------------- | ------------------------ | -------- | --- | --------- | ---------------- |
| 1 | 8 de octubre de 2020 | Arena CSKA, Moscú, Rusia | Rusia    | 0-2 | 1-2       | Partido amistoso |

## Clubes
| Club                 | País         | Año       | Partidos | Goles |
| -------------------- | ------------ | --------- | -------- | ----- |
| Kalmar FF            | Suecia       | 2009-2012 | 50       | 1     |
| AZ Alkmaar           | Países Bajos | 2012-2017 | 175      | 7     |
| Panathinaikos F. C.  | Grecia       | 2017-2020 | 72       | 5     |
| Gençlerbirliği S. K. | Turquía      | 2020-2021 | 29       | 3     |
| Legia de Varsovia    | Polonia      | 2021-2023 | 45       | 2     |
| IFK Göteborg         | Suecia       | 2024      | 7        | 0     |
| A. E. Larissa        | Grecia       | 2024-2025 | 5        | 0     |
| Niki Volos F. C.     | Grecia       | 2025-     | 6        | 0     |

## Palmarés

### Títulos nacionales
| Título                   | Club              | País         | Año     |
| ------------------------ | ----------------- | ------------ | ------- |
| Copa de los Países Bajos | AZ Alkmaar        | Países Bajos | 2012-13 |
| Copa de Polonia          | Legia de Varsovia | Polonia      | 2022-23 |